# Hermine Hartleben
Hermine Hartleben (2 de juny de 1846 a Gemkenthal, Altenau, Baixa Saxònia – 18 de juliol de 1919, Templin, Brandenburg), va ser una professora alemanya experta en l'antic Egipte, autora de la primera biografia de l'egiptòleg francès Jean-François Champollion.

## Biografia
Hermine Hartleben provenia d'una família de miners i guardes forestals de les muntanyes Harz. Va assistir a l'escola secundària per a noies de Clausthal de 1859 a 1861 i, després va treballar a Netra, a Hessen, com a mestra. Atreta per l'Orient des de molt jove, va fer estudis universitaris a Hannover i a París, i va seguir a la Sorbona cursos d'arqueologia grega amb l'hel·lenista George Perrot, com a oient. Després de treballar com a professora a l'escola de noies de Stade i després a París, entre 1870 i 1879, va acceptar una plaça de professora a Constantinoble, en una escola de noies grega (avui Zappeio High School for Girls o Zapeion Likio a Istanbul). La seva feina com a mestra a Istanbul va ser seguida d'una estada de sis anys a Egipte, on va viure a la casa d'un funcionari del virrei turc al Caire per ensenyar als seus fills.
Aleshores es va apassionar per la civilització faraònica i, el 1889, tornant a Alemanya, Hermine Hartleben va proposar l'establiment d'una Societat d'erudits alemanys que aportés fons per excavar a Egipte (segons el model de la Societat d'Exploració d'Egipte creada el 1882), i l'establiment d'un institut arqueològic al Caire, projectes, però, que per diversos motius van rebre poc suport a Alemanya i no reeixiren.
Anys més tard, va conèixer l'egiptòleg Adolf Erman, que la va animar a investigar l'obra i el destí del desxifrador de jeroglífics Jean-François Champollion, el centenari de naixement del qual, el 1890, no s'havia commemorat a França. A partir d'aleshores, hi va dedicar la resta de la vida i va reunir una enorme documentació, sobretot a França. Després d'investigar a la Biblioteca Reial de Berlín, Hartleben va publicar dos articles sota el pseudònim de Theodor Harten al Norddeutsche Allgemeine Zeitung el 22 i 23 de desembre de 1891 sota el títol de Champollion. Aquest article també es va llegir a París i va acabar en mans de l'últim portador del nom de la família, Aimé Champollion. Aquest es va posar en contacte amb Hartleben a principis de 1892 i li va proporcionar material sobre el seu oncle, que va ser la base d'un altre article que va aparèixer al suplement de la Münchener Allgemeine Zeitung a finals de març i principis d'abril de 1893. La seva recerca, que la portaria per tot Europa, tot just començava.
Posteriorment va investigar a la biblioteca de l'Institut de França i va trobar nou material a la Biblioteca Nacional de París. Va entrar en contacte amb una de les nebodes de Champollion, a qui va visitar diverses vegades entre 1895 i 1903 per tal d'obtenir molts detalls de la vida de l'egiptòleg francès, donada la seva extraordinària memòria. La investigació la va portar a Figeac, el lloc de naixement, i a Grenoble, el primer lloc de treball de Champollion, i a Vif, París i Ginebra, per recórrer totes les etapes de la seva carrera. Va rebre el suport de Georges Perrot (1832–1914), aleshores director de l'École Normale Supérieure de París, i de Gaston Maspero (1846–1916), director general del Servei d'Antiguitats del Caire. Va visitar arxius, biblioteques i museus a Dinamarca, Suècia, Itàlia i Alemanya. Va rebre l'ajuda especial de l'egiptòleg i escriptor alemany Georg Ebers (1837–1898), que en aquella època ocupava una càtedra a Leipzig.
La seva monumental biografia de Champollion –Champollion. Sein Leben und sein Werk– va aparèixer en dos volums a l'editorial Weidmann, a Berlín, el 1906, però no es va traduir al francès fins al 1983, amb el títol de Jean François Champollion. Sa vie et son oeuvre. 1790–1832. Aquesta biografia fonamental continua sent, sens dubte, el llibre de referència absolut, sobrenomenat «el Hartleben», i el clàssic que ha inspirat en els darrers anys totes les obres publicades sobre el pare de l'egiptologia. El 1909 va publicar dos volums d'edicions de les cartes de Champollion a la Bibliothèque Égyptologique sota el títol Lettres de Champollion le Jeune. El 1910, l'Acadèmia d'Inscripcions i Belles-Lettres li va concedir el Premi Bordin –una raresa que en aquells anys fos concedit a una dona– per la seva edició de la Correspondència de Champollion.
La seva figura s'ha mantingut desconeguda durant molts anys per a la història de l'egiptologia, i ha estat gràcies a la recerca feta sobre la correspondència que mantingué amb diversos egiptòlegs, conservada en biblioteques i arxius, que s'ha pogut conèixer part de la seva activitat com a egiptòloga i biògrafa.

## Publicacions
- Champollion. Sein Leben und sein Werk. 2 volums. Weidmann, Berlin, 1906 ( Jean-François Champollion, Sa vie et son œuvre, 1790-1832, traduït per Christiane Desroches Noblecourt, Paris, 1983.)
- Lettres de Champollion le jeune / recueillies et annotées par H. Hartleben, Bibliothèque égyptologique 30-31, Paris, 1909.
- Amb J.F. Champollion et R. Lebeau, Lettres et journaux écrits pendant le voyage d'Égypte, C. Bourgois, Paris, 1986.